# كبلر-66
كيبلر 66 (بالإنجليزية: Kepler-66)‏ الذي يرمز له بالرمز 2MASS J19355557+4641158، هو نجم، في كوكبة الدجاجة (كوكبة).

## الاكتشاف
.